# Mòdem nul

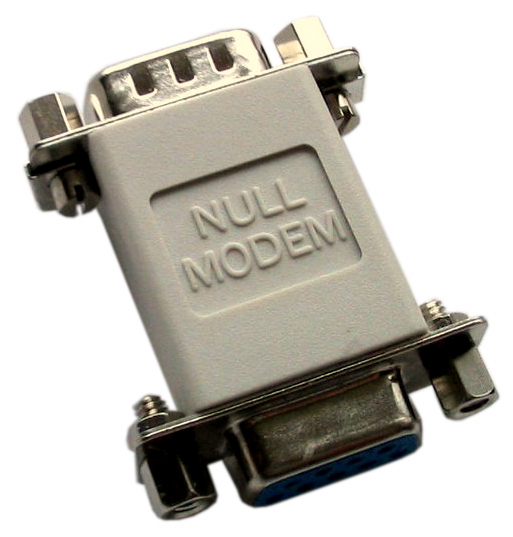
Un adaptador de mòdem nul

El mòdem nul o cable creuat, és un mètode de comunicació per connectar directament dos equips terminals de dades (DTE, de l'anglès data terminal equipment) com ara ordinador, terminal o impressora, mitjançant un cable sèrie RS-232. El nom prové de l'ús històric dels cables RS-232 per connectar dos dispositius teleimpressors o dos mòdems per comunicar-se entre ells; La comunicació de «mòdem nul» fa referència a l'ús d'un cable RS-232 creuat per connectar dos terminals d'ordinador directament entre si sense els mòdems. També s'utilitza per connectar en sèrie un ordinador a una impressora, ja que tots dos són DTE i es coneix com a «cable d'impressora» .
L'estàndard RS-232 és asimètric pel que fa a les definicions dels dos extrems de l'enllaç de comunicacions, assumint que un extrem és un DTE i l'altre és un equip terminal del circuit de dades DCE, per exemple, un mòdem. Amb una connexió de mòdem nul, les línies de transmissió i recepció estan entrecreuades. Depenent del propòsit, de vegades també s'entrecreuen una o més línies de sincronització. S'utilitzen diversos dissenys d'interconnexió perquè l'esquema del mòdem nul no està dins l'estàndard RS-232.

## Orígens
Originalment, l'estàndard RS-232 es va desenvolupar i utilitzar per a màquines teleimpressores que podien comunicar-se entre elles a través de línies telefòniques. Cada teleimpressora estava connectada físicament al seu mòdem mitjançant una connexió RS-232 i els mòdems es trucaven entre ells per establir una connexió remota entre les teleimpressores. Si un usuari volgués connectar dues teleimpressores directament sense mòdems (mòdem nul), enllaçaria les connexions. El terme mòdem nul també pot referir-se al propi cable o adaptador, així com al mètode de connexió. Els cables de mòdem nul van ser un mètode popular per transferir dades entre els primers ordinadors personals des de la dècada de 1980 fins a principis de la dècada de 1990.

## Cables i adaptadors

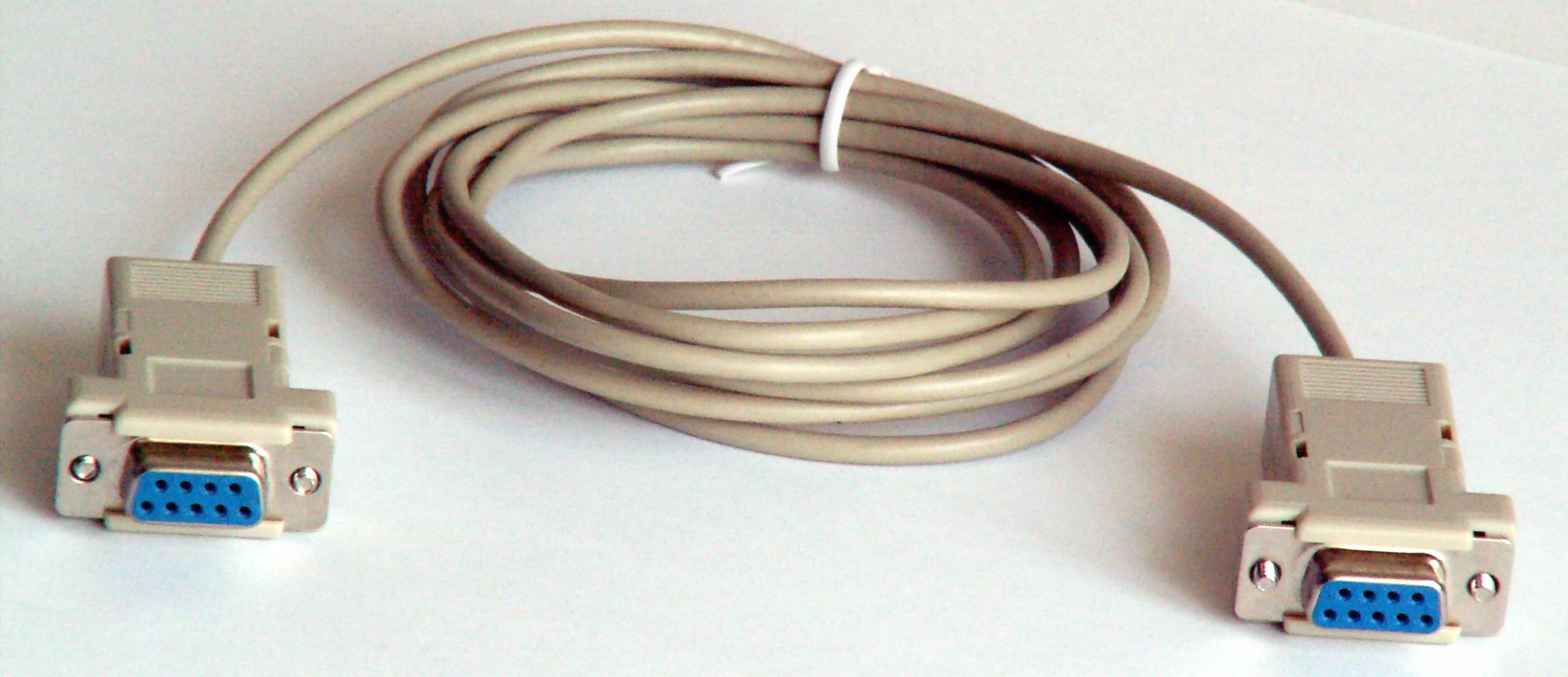
Un cable de mòdem nul

Un cable de mòdem nul és un cable sèrie RS-232 on les línies de transmissió i recepció estan entrecreuades. En alguns cables també hi ha línies d'interfície entrecreuades. En moltes situacions s'utilitza un cable de sèrie directe, juntament amb un adaptador de mòdem nul. L'adaptador conté els enllaços creuats necessaris entre els senyals RS-232.

### Esquemes de cablejat

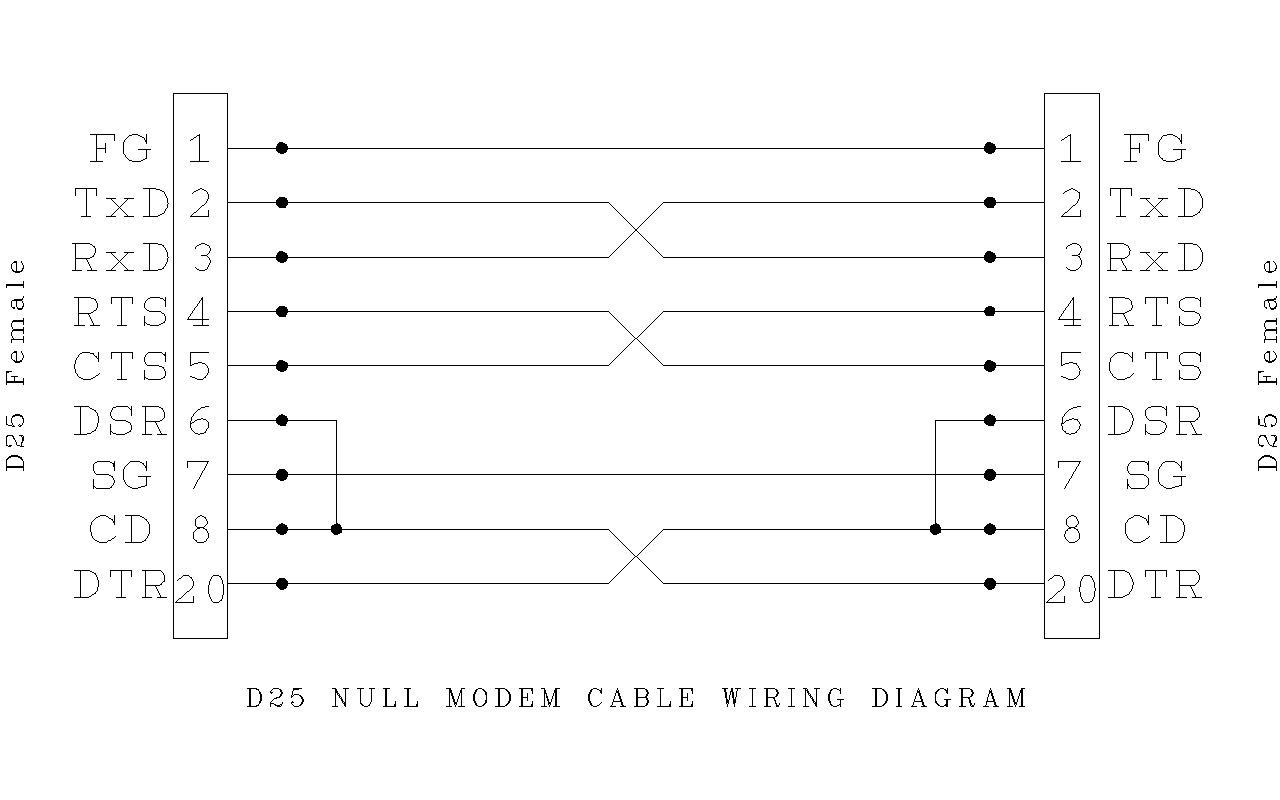
Diagrama de cablejat del mòdem nul DB-25

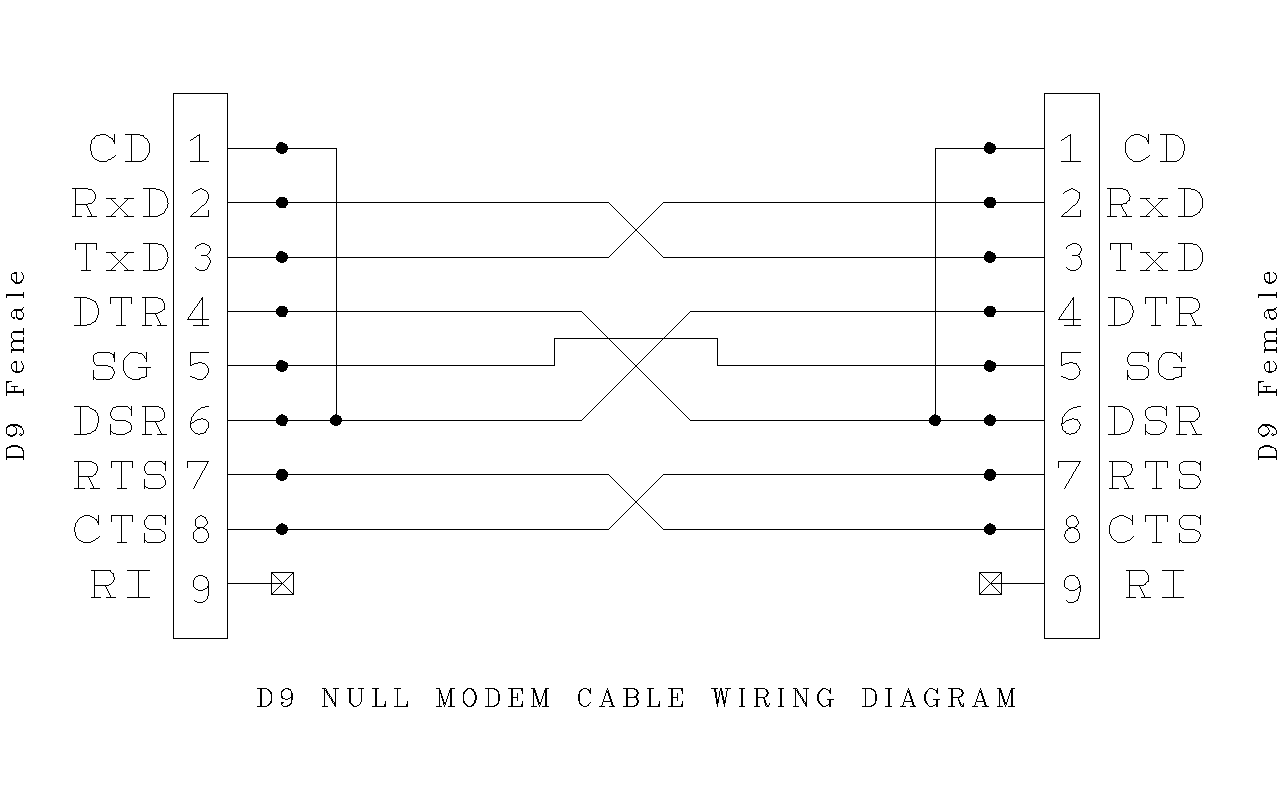
Diagrama de cablejat del mòdem nul DE-9

A continuació es mostra un diagrama de cablejat molt comú per a un cable de mòdem nul per interconnectar dos DTE (per exemple, dos ordinadors) que proporcionen una connexió completa, que funciona amb programari que es basa en l'afirmació adequada del senyal de detecció del portador de dades (DCD):
| Un costat                      | Un costat             | Un costat | Un costat | Senyal direcció | L'altre costat | L'altre costat | L'altre costat |
| Senyal i abreviatures          | Senyal i abreviatures | Pin DB-25 | PIN DE-9  | Senyal direcció | PIN DE-9       | Pin DB-25      | Senyal         |
| ------------------------------ | --------------------- | --------- | --------- | --------------- | -------------- | -------------- | -------------- |
| Marc Terra                     | F G                   | 1         | 1         | F G             |                |                |                |
| Dades transmeses               | TxD, TD               | 2         | 3         | →               | 2              | 3              | RxD            |
| Dades rebudes                  | RxD, RD               | 3         | 2         | ←               | 3              | 2              | TxD            |
| Sol·licitud d'enviament        | RTS                   | 4         | 7         | →               | 8              | 5              | CTS            |
| Esborra per enviar             | CTS                   | 5         | 8         | ←               | 7              | 4              | RTS            |
| Terra del senyal               | SG                    | 7         | 5         | Comú            | 5              | 7              | SG             |
| Conjunt de dades a punt        | DSR                   | 6         | 6         | ←               | 4              | 20             | DTR            |
| Detecció de portadors de dades | DCD, CD               | 8         | 1         | ←               | 4              | 20             | DTR            |
| Terminal de dades a punt       | DTR                   | 20        | 4         | →               | 1              | 8              | DCD            |
| Terminal de dades a punt       | DTR                   | 20        | 4         | →               | 6              | 6              | DSR            |

## Aplicacions
L'aplicació original d'un mòdem nul era connectar directament dos terminals sense utilitzar mòdems. Com que l'estàndard RS-232 va ser adoptat per altres tipus d'equips, els dissenyadors havien de decidir si els seus dispositius tindrien interfícies semblants a DTE o a DCE. Quan una aplicació requeria que dos DTE (o dos DCE) es comuniquessin entre ells, llavors era necessari un mòdem nul.
Els mòdems nuls s'utilitzaven habitualment per a la transferència de fitxers entre ordinadors o per a operacions remotes. En el sistema operatiu Microsoft Windows, la connexió directa per cable es pot utilitzar mitjançant una connexió de mòdem nul. Les versions posteriors de MS-DOS es van enviar amb el programa InterLnk. Ambdues peces de programari permeten el mapatge d'un disc dur en un ordinador com a unitat de xarxa a l'altre ordinador. No cal cap aparell Ethernet (com ara una targeta d'interfície de xarxa o un mòdem) per a això. Al sistema Commodore Amiga, una connexió de mòdem nul era una forma habitual de jugar a jocs multijugador entre dues màquines.